# Joann Sfar
Joann Sfar (Nizza, 28 agosto 1971) è un fumettista, illustratore, scrittore, regista, sceneggiatore, attore e produttore cinematografico francese.

## Biografia
Di origini ebraico-algerine da parte di padre ed ebraico-ucraine da parte di madre, Sfar studiò all'école nationale supérieure des beaux-arts di Parigi. È autore di numerosi albi, tra cui le serie a fumetti Il gatto del rabbino (da cui ha tratto nel 2011 l'omonimo film d'animazione), Piccolo vampiro e Grande vampiro.
Nel 2005 ha diretto il videoclip del brano Hyacinthe di Thomas Fersen, mentre nel 2010 ha diretto il film musicale Gainsbourg (vie héroïque), tratto da un suo graphic novel incentrato sulla vita del celebre cantautore Serge Gainsbourg.
Nel 2004 ha ricevuto il premio speciale Grand Prix de la ville d'Angoulême per il trentesimo anniversario della manifestazione, nel 2019 il suo Piccolo Vampiro vol. 1, edito da #logosedizioni, ha vinto il Premio Andersen per il miglior libro a fumetti.

## Opere principali
Sono menzionate solamente le serie pubblicate o in corso di pubblicazione in Italia.
- Troll (Troll, con Jean-David Morvan e Olivier Boiscommun, pubblicato in Italia da Bande Dessinée), a partire dal quarto volume Sfar non partecipa più alla serie:
  1. I ribelli (Les Insoumis), 1996, ed. it. 2000
  2. Il dragone della fortezza (Le Donjon du dragon), 1998, ed. it. 2001
  3. Mille e un guaio (Les mille et un Ennuis), 1999, ed. it. 2003
- Il piccolo mondo del Golem (Le Petit Monde du Golem), 1998, ed. it. Kappa Edizioni, 2004
- La fortezza (Donjon), con Lewis Trondheim, pubblicato in Italia da Phoenix Enterprise. In Francia sono stati pubblicati 25 volumi di questa collezione tra il 1998 e il 2005:
  1. Cuore d’anatra, ed. it. 1999
  2. Il re del casino, ed. it. 2000
- Merlino (Merlin) con José-Luis Munuera, pubblicato in Italia da Bande Dessinée:
  1. Salsiccia e tartina (Jambon et tartine), 1999, ed. it. 2003
  2. Merlino contro Babbo Natale (Contre le père noël), 1999, ed. it. 2004
  3. (Va à la plage) 2000, inedito in Italia
- Professor Bell (Les Aventures du Professeur Bell), pubblicato in Italia da Coconino Press:
  1. Il messicano a due teste (Le Mexicain à deux têtes), 1999, ed. it. 2004
  2. Le bambole di Gerusalemme (Les Poupées de Jérusalem), 2000, ed. it. 2005
  3. (Le Cargo du roi singe) con Hervé Tanquerelle, 2002, inedito in Italia
  4. (Promenade des anglaises) con Hervé Tanquerelle, 2003, inedito in Italia
- Piccolo vampiro (Petit Vampire), pubblicato in Italia da Kappa Edizioni e #logosedizioni. Esiste anche una serie animata andata in onda in Francia su France 3 nel 2004:
  1. Piccolo vampiro va a scuola (Petit Vampire va à l’école), 1999 – ed. ita.: Kappa ed. 2004, #logosedizioni 2018 (in: Piccolo Vampiro vol. 1, trad. di Francesca Del Moro)
  2. Piccolo vampiro fa kung fu! (Petit Vampire fait du kung fu), 2000 ed. ita.: Kappa ed. 2004, #logosedizioni 2018 (in: Piccolo Vampiro vol. 1, trad. di Francesca Del Moro)
  3. Piccolo vampiro e la società per la protezione dei cani (Petit Vampire et la société protectrice des chiens), 2001 – ed. ita.: #logosedizioni 2018 (in: Piccolo Vampiro vol. 1, trad. di Francesca Del Moro)
  4. Piccolo vampiro e la casa che sembrava normale (Petit Vampire et la maison qui avait l'air normale), 2002 – ed. ita.: #logosedizioni 2018 (in: Piccolo Vampiro vol. 2, trad. di Francesca Del Moro)
  5. Piccolo vampiro e la zuppa di cacca (Petit Vampire et la soupe de caca), 2003 – ed. ita.: #logosedizioni 2018, (in: Piccolo Vampiro vol. 2, trad. di Francesca Del Moro)
  6. Piccolo vampiro e i Babbi Natale verdi (Petit Vampire et les pères Noël verts), 2004 – ed. ita.: #logosedizioni 2018, (in: Piccolo Vampiro vol. 2, trad. di Francesca Del Moro)
  7. Piccolo vampiro e il sogno di Tokyo (Petit Vampire et le rêve de Tokyo), 2005 – ed. ita.: #logosedizioni 2018, (in: Piccolo Vampiro vol. 2, trad. di Francesca Del Moro)
- Sardina dello spazio, con Emmanuel Guibert, pubblicato in Italia da Mondadori. A partire dal numero 9, la serie è affidata interamente a Emmanuel Guibert:
  1. Nel regno di Supermuscolman e altri racconti (Le Doigt dans l'œil), 2000, ed. it. 2004
  2. Il bar dei nemici e altri racconti (Le Bar des ennemis), 2000, ed. it. 2003
  3. La macchina lavacervello e altri racconti (La Machine à laver la cervelle), 2001, ed. it. 2003
  4. Il mostro Spiaccicone e altri racconti (Les Voleurs de yaourts), 2001 ed. it. 2003
  5. Il campionato di boxe e altri racconti (Le Championnat de boxe), 2002, ed. it. 2004
  6. Il capitano rosso e altri racconti (Le Capitaine tout rouge), 2002, ed. it. 2004
  7. (La Grande Sardine), 2003, inedito in Italia
  8. (Les Tatouages carnivores), 2003, inedito in Italia
- Grande vampiro (Grand Vampire), pubblicato in Italia da Kappa Edizioni e #logosedizioni:
  1. Cupido se ne frega (Cupidon s’en fout), 2001– ed. ita.: Kappa ed. 2005, #logosedizioni 2018 (in: Gran vampiro vol. 1, trad. di Mirta Cimmino)
  2. Mortali per la testa (Mortelles en tête), 2002 – ed. ita.: #logosedizioni 2018 (in: Gran vampiro vol. 1, trad. di Mirta Cimmino)
  3. Transatlantica in solitario (Transatlantique en solitaire), 2002 – ed. ita.: #logosedizioni 2018 (in: Gran vampiro vol. 1, trad. di Mirta Cimmino)
  4. Mentre Vilna dorme (Quai des brunes), 2003 – ed. ita.: #logosedizioni 2018 (in: Gran vampiro vol. 1, trad. di Mirta Cimmino)
  5. (La Communauté des magiciens), 2004 – ed. ita.: #logosedizioni 2019 (in: Gran vampiro vol. 2, trad. di Mirta Cimmino)
  6. (Le Peuple est un golem), 2005 – ed. ita.: #logosedizioni 2019 (in: Gran vampiro vol. 2, trad. di Mirta Cimmino)
- Il gatto del rabbino (Le Chat du rabbin), pubblicato in Italia da Kappa Edizioni:
  1. Il bar Mitzvah (La Bar-Misva), 2002, ed. it. 2002
  2. Malka dei leoni (Malka des lions), 2002, ed. it. 2004
  3. L'esodo (L’Exode), 2003, ed. it. 2005
- Socrate il semicane (Socrate le demi chien), con Christophe Blain, pubblicato in Italia da Kappa Edizioni:
  1. Eracle (Héraclès), 2002, ed. it. 2003
  2. (Ulysse), 2004, inedito in Italia
- Klezmer, 2005, pubblicato in Italia da Rizzoli Lizard nel 2010
- L’eterno, (L’Eternel), 2013, pubblicato in Italia da Rizzoli Lizard nel 2014
- Se Dio esiste (Si Dieu existe), 2015, pubblicato in Italia da Rizzoli Lizard nel 2016

## Filmografia

### Regista
- Gainsbourg (vie héroïque) (2010)
- Le Chat du rabbin, coregìa di Antoine Delesvaux (2011)
- La Dame dans l'auto avec des lunettes et un fusil (2015)
- Piccolo Vampiro (Petit Vampire, 2020)

### Sceneggiatore
- Gainsbourg (vie héroïque), regìa di Joann Sfar (2010)
- Le Chat du rabbin, regìa di Joann Sfar e Antoine Delesvaux (2011)
- Piccolo Vampiro, regìa di Joann Sfar (Petit Vampire, 2020)

### Attore
- Il primo bacio, regia di Riad Sattouf (Les Beaux Gosses, 2009)
- Gainsbourg (vie héroïque), regìa di Joann Sfar (2010)

### Produttore
- Le Chat du rabbin, regìa di Joann Sfar e Antoine Delesvaux (2011)

## Premi
- Premio Yellow Kid al Salone Internazionale dei Comics 2002
- Premio speciale Grand Prix de la ville d'Angoulême 2004
- Premio Andersen 2019 per il Miglior libro a fumetti con Piccolo Vampiro vol. 1 (Modena: #logosedizioni, 2018, trad. it. di Francesca Del Moro)[2]